# Bong (Unternehmen)
Die Bong GmbH ist ein Unternehmen mit Sitz in der bergischen Großstadt Solingen. Es ist ein Tochterunternehmen der schwedischen Bong AB und damit Teil der Bong-Gruppe, die Niederlassungen in 16 Ländern unterhält. Diese stellt hauptsächlich Briefumschläge und Verpackungen her und gilt in diesem Bereich als einer der international führenden Hersteller.

## Geschichte
Das Unternehmen wurde bereits 1737 als Buchbinderei durch Carl Fredrik Bong in der schwedischen Stadt Lund gegründet. Mit der Übernahme des Unternehmens durch Martin Bong begann 1895 die Industrialisierung. Er war es auch, der 1920 die erste Briefumschlagmaschine kaufte, um der personalisierten Nachfrage des Marktes nachzugehen. In den 1930er-Jahren wurden unter seiner Leitung die ersten Briefumschläge mit Fenster entwickelt.
Bis 1988 blieb es ein Familienbetrieb. Der erste Betrieb außerhalb Skandinaviens wurde 1995 erworben, seither folgen Unternehmen in ganz Europa. 1997 fusionierte Bong mit Ljungdahl und war fortan Schwedens größter Briefumschlaghersteller. Als Meilenstein wird die Fusion mit der Briefumschlagsparte des Unternehmens Hamelin 2010 gesehen, aus der die Bong-Gruppe entstand, die mittlerweile in 16 europäischen Ländern vertreten ist.
Bis 2012 hatte die deutsche Bong GmbH ihren Hauptsitz in Wuppertal, seither auf einem 21.000 Quadratmeter großen Grundstück in der Nachbarstadt Solingen. Von hier aus wird auch der Geschäftsbereich Briefumschläge für Zentraleuropa geleitet, worunter man bei Bong die Benelux-Staaten, Deutschland, Polen und die Schweiz versteht.
Am 29. Juni 2020 wurde in der Niederlassungen Solingen ein Covid-19-Ausbruch mit 22 infizierten Mitarbeitern bekannt.